# 卢卡 (布恰区)
50°22′8″N 30°10′11″E / 50.36889°N 30.16972°E

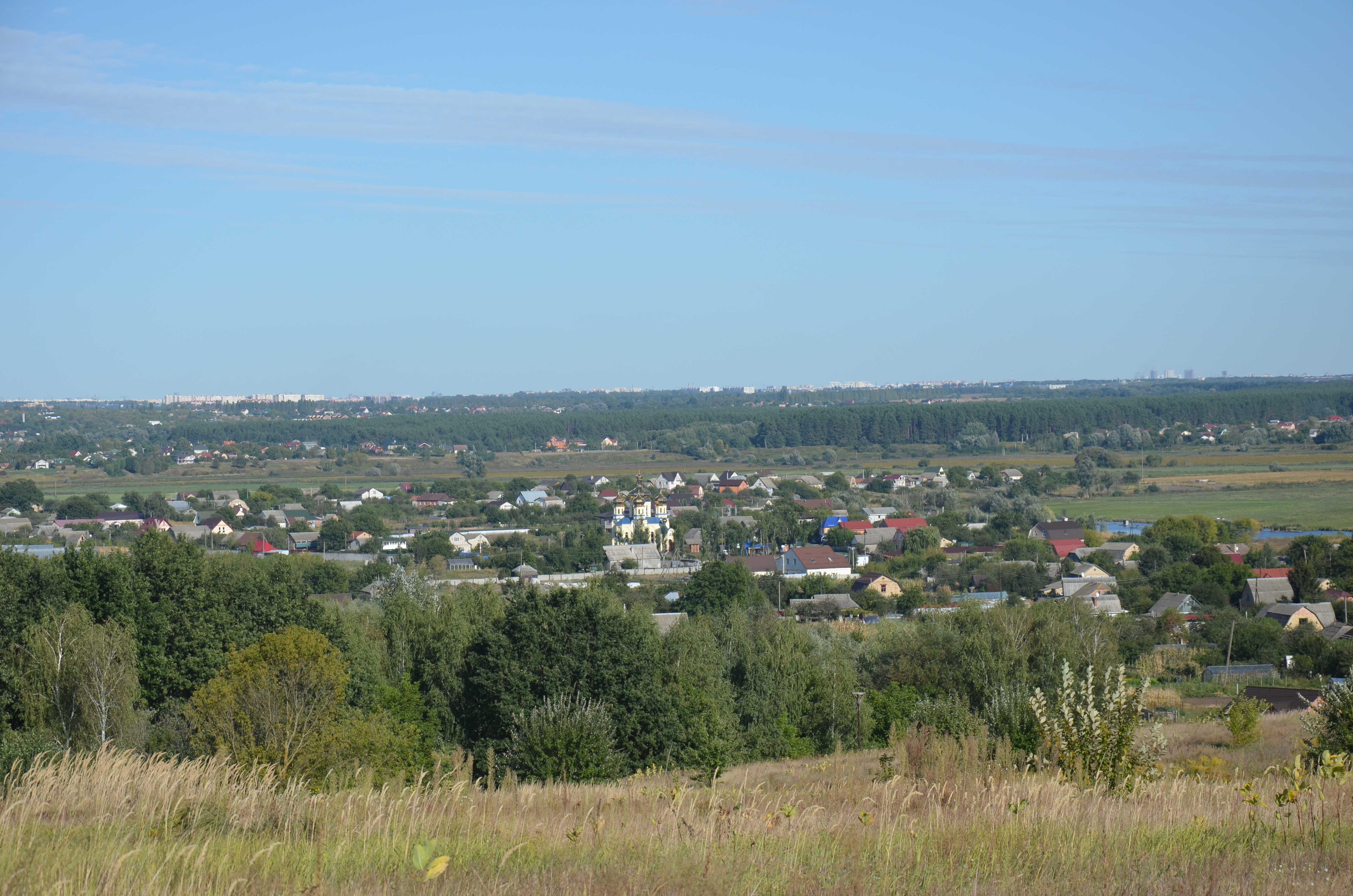
卢卡村

盧卡（烏克蘭語：Лука）是位於烏克蘭北部的村莊，由基辅州布恰区的比洛霍羅德卡市鎮負責管轄。該村始建於1648年，面積1.09平方公里，海拔高度125米，2001年人口712，人口密度每平方公里650.8人。